# Роберт Лафлін
Ро́берт Беттс Ла́флін (англ. Robert Betts Laughlin; нар. 1 листопада 1950) — професор фізики та прикладної фізики в університеті Стенфорда, де він разом з Хорстом Штормером та Даніелем Тсуї був нагороджений в 1998 році Нобелівською премією в галузі фізики «за відкриття нової форми квантової рідини із збудженнями, що мають дробовий електричний заряд» (пояснення «квантового ефекту Хола» (дробового та цілочислового).
Лафлін народився у Вайселії, штат Каліфорнія, США. Він отримав ступінь бакалавра математики в університеті Берклі в 1972 році. Доктора філософії Роберт отримав в галузі фізики в 1979 році в МІТ (Кембридж, штат Массачусетс). Упродовж 2004—2006 років був президентом дослідницького інституту KAIST в Теджоні (Південна Корея).
Лафлін поділяє точку зору Джорджа Чаплайна, який сумнівається в існуванні чорних дірок.
На честь Лафліна назвали ОС Fedora 14, яка є дистрибутивом Linux.

## Публікації
Лафлін опублікував книгу під назвою A Different Universe: Reinventing Physics from the Bottom Down в 2005. У книзі він закликає до відмови від редукціонізму.
- Laughlin, Robert B. (2005). A Different Universe: Reinventing Physics from the Bottom Down. Basic Books. ISBN 978-0-465-03828-2.
- Laughlin, Robert B. (2008). The Crime of Reason: And the Closing of the Scientific Mind. Basic Books. ISBN 978-0465005079.